# Niederländische Cricket-Nationalmannschaft in Simbabwe in der Saison 2022/23
Die Tour der niederländischen Cricket-Nationalmannschaft nach Simbabwe in der Saison 2022/23 fand vom 21. bis zum 25. März 2023 statt. Die internationale Cricket-Tour war Bestandteil der Internationalen Cricket-Saison 2022/23 und umfasste drei ODIs. Die ODIs waren Bestandteil der ICC Cricket World Cup Super League 2020–2023.

## Vorgeschichte
Simbabwe spielte zuvor eine Tour gegen die West Indies, für die Niederlande war es die erste Tour der Saison. Es war das erste Mal, dass die beiden Mannschaften eine Tour gegeneinander bestritten. Zuvor bereisten die Niederlande Simbabwe in der Saison 2017/18, wobei mehrere List-A-Partien bestritten wurden.

## Stadion
Das folgende Stadion wurde für die Tour als Austragungsort vorgesehen.
| Stadion            | Stadt  | Kapazität | Spiele      |
| ------------------ | ------ | --------- | ----------- |
| Harare Sports Club | Harare | 10.000    | 1. – 3. ODI |

## Kaderlisten
Simbabwe benannte seinen Kader am 17. März 2023.
| ODI | ODI |
| Simbabwe | Niederlande |
| --- | --- |
| - Craig Ervine (K) - Gary Ballance - Ryan Burl - Tendai Chatara - Brad Evans - Innocent Kaia - Clive Madande (wk) - Wessly Madhevere - Tadiwanashe Marumani (wk) - Wellington Masakadza - Brandon Mavuta - Blessing Muzarabani - Richard Ngarava - Sikandar Raza - Sean Williams | - Scott Edwards (K, wk) - Colin Ackermann - Musa Ahmad - Shariz Ahmad - Wesley Barresi - Tom Cooper - Bas de Leede - Aryan Dutt - Brandon Glover - Vivian Kingma - Fred Klaassen - Ryan Klein - Teja Nidamanuru - Max O’Dowd - Vikramjit Singh - Roelof van der Merwe - Paul van Meekeren |

## Tour Match
| 19. März Scorecard | Harare (OH) | Niederlande 191 (42.2)         | – | Zimbabwe XI 182 (34.5) |
|                    |             | Niederlande gewinnt mit 9 Runs |   |                        |

## One-Day Internationals

### Erstes ODI in Harare
| 21. März Scorecard | Harare | Simbabwe 249 (47.3)               | – | Niederlande 255-7 (49.5) |
|                    |        | Niederlande gewinnt mit 3 Wickets |   |                          |

Die Niederlande gewannen den Münzwurf und entschieden sich als Feldmannschaft zu beginnen. Als Spieler des Spiels wurde Teja Nidamanuru ausgezeichnet.

### Zweites ODI in Harare
| 23. März Scorecard | Harare | Simbabwe 271 (49.2)         | – | Niederlande 270 (50) |
|                    |        | Simbabwe gewinnt mit 1 Runs |   |                      |

Simbabwe gewann den Münzwurf und entschied sich als Schlagmannschaft zu beginnen. Als Spieler des Spiels wurde Wesley Madhevere ausgezeichnet.

### Drittes ODI in Harare
| 25. März Scorecard | Harare | Niederlande 231-9 (50)         | – | Simbabwe 235-3 (41.4) |
|                    |        | Simbabwe gewinnt mit 7 Wickets |   |                       |

Die Niederlande gewannen den Münzwurf und entschieden sich als Schlagmannschaft zu beginnen. Als Spieler des Spiels wurde Sean Williams ausgezeichnet.

## Auszeichnungen

### Player of the Series
Als Player of the Series wurde der folgende Spieler ausgezeichnet.
| Serie | Player of the Series |
| ----- | -------------------- |
| ODI   | Sean Williams        |

### Player of the Match
Als Player of the Match wurden die folgenden Spieler ausgezeichnet.
| Spiel  | Player of the Match |
| ------ | ------------------- |
| 1. ODI | Teja Nidamanuru     |
| 2. ODI | Wesley Madhevere    |
| 3. ODI | Sean Williams       |